# Andasta benoiti
Espèce
Synonymes
- Theridiosoma benoiti Roberts, 1978

Statut de conservation UICN

 VU B1ab(iii)+2ab(iii) : Vulnérable
Andasta benoiti est une espèce d'araignées aranéomorphes de la famille des Theridiosomatidae.

## Distribution
Cette espèce est endémique des Seychelles. Elle se rencontre sur Mahé, Conception, Thérèse, North, Praslin, Marianne, Félicité et Denis.

## Étymologie
Cette espèce est nommée en l'honneur de Pierre L. G. Benoit.

## Publication originale
- Roberts, 1978 : Contributions à l'étude de la faune terrestre des îles granitiques de l'archipel des Séchelles (Mission P.L.G. Benoit - J.J. Van Mol 1972). Theridiidae, Mysmenidae and gen. Theridiosoma (Araneidae) (Araneae). Revue de zoologie africaine, vol. 92, p. 902-939.